# Fjällstugan
Fjällstugan är en byggnad i Jönköping i Sverige. Den invigdes 1935 och utgör, kyrka, café och restaurang samt konferens- och högtidslokal. Det finns också fritidshem, bedrivet av Jönköpings kommun, och läkarmottagning. Kyrkan tillkom 2003 då Andreasförsamlingen i Svenska Missionskyrkan (senare Equmeniakyrkan) flyttade sin verksamhet från Andreaskyrkan.